# 天床四
HD 146603，又名BD+67 930，SAO 16993、HR 6069，是一颗天龍座的恒星，视星等为6.21，位于銀經100.03，銀緯39.88，其B1900.0坐标为赤經16h 12m 2.5s，赤緯+67° 39.88′ 51″。